# Colletes elegans
Colletes elegans är en biart som beskrevs av Noskiewicz 1936. Colletes elegans ingår i släktet sidenbin, och familjen korttungebin. Inga underarter finns listade i Catalogue of Life.